# Sarıdavut
Sarıdavut ist ein Dorf im Landkreis Malazgirt der Provinz Muş in der Osttürkei. Sarıdavut liegt etwa 139 km nordöstlich der Provinzhauptstadt Muş und 19 km südlich von Malazgirt. Sarıdavut hatte laut der letzten Volkszählung 767 Einwohner (Stand Ende Dezember 2010). Die Bevölkerung besteht hauptsächlich aus Kurden und Osseten.